# Dissonance (court métrage)
Pour les articles homonymes, voir Dissonance.
Pour plus de détails, voir Fiche technique et Distribution.
Dissonance est un film d'animation allemand de court métrage réalisé par Till Nowak (en) et sorti en 2015.

## Synopsis
Un musicien de génie vit une vie solitaire dans un monde surréaliste flottant.

## Fiche technique
- Titre : Dissonance
- Réalisation : Till Nowak (en)
- Scénario : Till Nowak (en)
- Animateur : Till Nowak et Malte Lauinger
- Montage : Philipp Hahn et Till Nowak
- Musique : Olaf Taranczewski et Frank Zerban
- Producteur : Fabian Gasmia, Henning Kamm, Till Nowak et Svenbo
- Production : Framebox
- Pays d'origine :  Allemagne
- Durée : 15 minutes
- Dates de sortie :
  -  Allemagne : 9 février 2015 (Festival international du film de Berlin)
  -  France : 15 juin 2015 (Festival international du film d'animation d'Annecy)

## Distribution
- Leslie Barany : le narrateur (version anglaise)
- Mirko Thiele : le narrateur (version allemande)
- Roland Schupp : le musicien
- Hannah Heine : la fille
- Nina Petri : le serviteur
- Klaus Zehrfeld : le médecin

## Récompenses et distinctions
En 2015, il remporte le prix de la meilleure musique originale au festival international du film d'animation d'Annecy.